# Клаусдорф (Тройенбритцен)

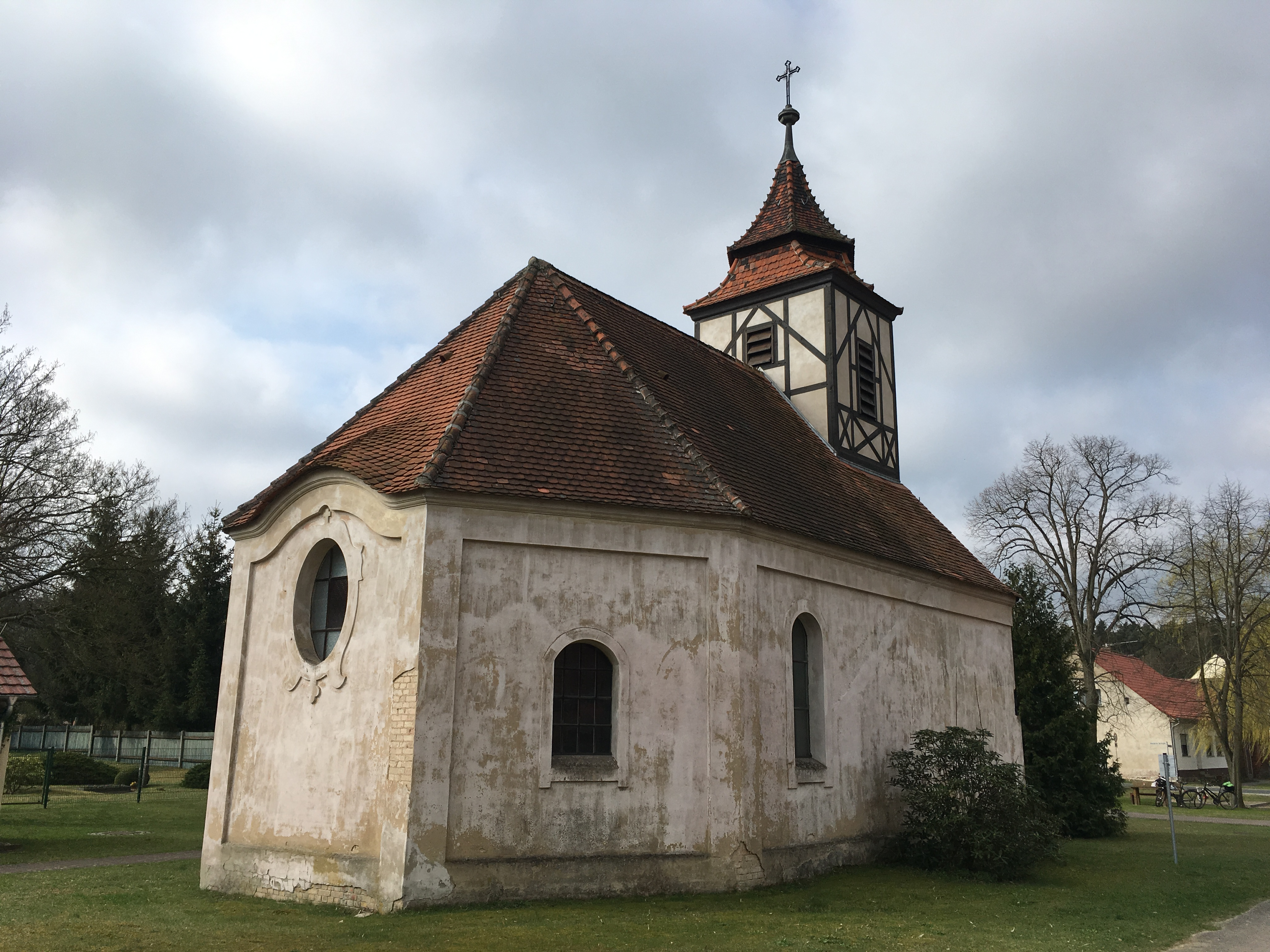
Деревенская церковь Клаусфорда

Клаусдорф — это район города Тройенбрицен неподалёку от Потсдам-Миттельмарка в Германии.

## Географическое положение
Клаусдорф расположен к юго-востоку от центра города. На севере находится район Бардениц, на востоке — город Ютербог, а на юге и западе — район Тройенбритцен во Фронсдорфе. Район занимает всего несколько квадратных километров и простирается вдоль шоссе 812, которое проходит через город с севера на юг. Помимо нескольких наземных маршрутов, это единственная достойная внимания связь с соседними поселениями.
Первое документальное упоминание датируется 1311 годом.
В деревне в средние века уже было два населённых пункта, которые были записаны на карте с 1680 года как старые поселения и новые. В 1426 году маркграф Иоганн фон Саксен продал это место монастырю Цинна. Между 1435 и 1452 годами это место пришло в запустение и было сдано в аренду цистерцианскими монахами под названием «Знак пустыни» фермерам из соседнего Печюле. Деревенская церковь Печюле располагалась здесь с первой трети 13 века, поэтому крестьяне решили не строить ещё одно священное здание в Клаусдорфе. Они использовали эту территорию как пастбище для своего скота. Эта ситуация оставалась неизменной на протяжении веков, пока девять семей из Пфальца не приехали в регион после реформации в 1748 году. Новообразованное поселение вызвало значительное недовольство у печульских фермеров, которые боролись за права на пастбища.
В 1907 году рабочие приступили к строительству зальной церкви в стиле необарокко, которая была открыта годом позже. Она понёс значительный ущерб как во время Первой, так и во Второй мировой войны.
В 1974 году Клаусдорф и Печюле были включены в состав Барденица. В 1980-х годах специалисты провели обширную мелиорацию, чтобы улучшить почвенные условия с помощью технических культурных мероприятий. В это время жители Клаусдорфа вновь приступили к ремонту церкви, которая сейчас обветшала и грозила сносом. В 1998 году компания «Klausdorf» отметила своё 250-летие. 31 декабря 2002 года Бардениц, вместе с Печюле и Клаусдорфом, стал частью города Тройенбретцен. В 2010 году была основана ассоциация поддержки, которая с тех пор занимается ремонтом церкви.

## Культура и достопримечательности
Деревенская церковь в Клаусдорфе была построена в 1907 и 1908 годах как залная церковь в стиле необарокко. Здесь осталась простая мебель ещё со времён постройки. К югу от церкви находится кладбище с памятником погибшим в мировых войнах.
Ассоциация поддержки занимается сохранением церкви с 2010 года и проводит чтения и другие культурные мероприятия.

## Экономика и инфраструктура
В Клаусдорфе есть мясные лавки с фермерскими магазинами и проектное бюро по аудио- и видеотехнике, а также по реставрации зданий.
Также здесь проходят трасса Ландштрассе-812, которая соединяет Клаусдорф с Барденицем на севере, и Бундесштрассе-102 на юге, проходящая через город в направлении с севера на юг. Этот путь является частью велосипедного маршрута Tour Brandenburg.
Также здесь проходит автобусная линия 549, обслуживаемая компанией общественного транспорта. Она соединяет район с Тройенбритценом, Ютербогом и Барденицем.